# Bacchisa kusamai
Bacchisa kusamai är en skalbaggsart som beskrevs av A. Saito 1999. Bacchisa kusamai ingår i släktet Bacchisa och familjen långhorningar. Inga underarter finns listade.